# Grän
Grän is een gemeente in het district Reutte in de Oostenrijkse deelstaat Tirol.
Grän ligt in het Tannheimer Tal, een dal aan de grens met Beieren. Het hoofddorp heeft een goede verbinding met Zuid-Duitsland door middel van een weg naar Pfronten. De kerk gewijd aan de heilige Wendelin werd in 1789 onder Michael Zobl gebouwd, nadat vroeger reeds een kapelletje in het dorp gestaan heeft.
De gemeente is gericht op het toerisme met het skigebied Füssener Jöchl en het dorpje Haldensee bij het gelijknamige meer. Een kaasboerderij in Haldensee laat de traditionele kaasbereiding met behulp van moderne middelen zien. Andere kernen die horen bij de gemeente zijn Enge en Lumberg.

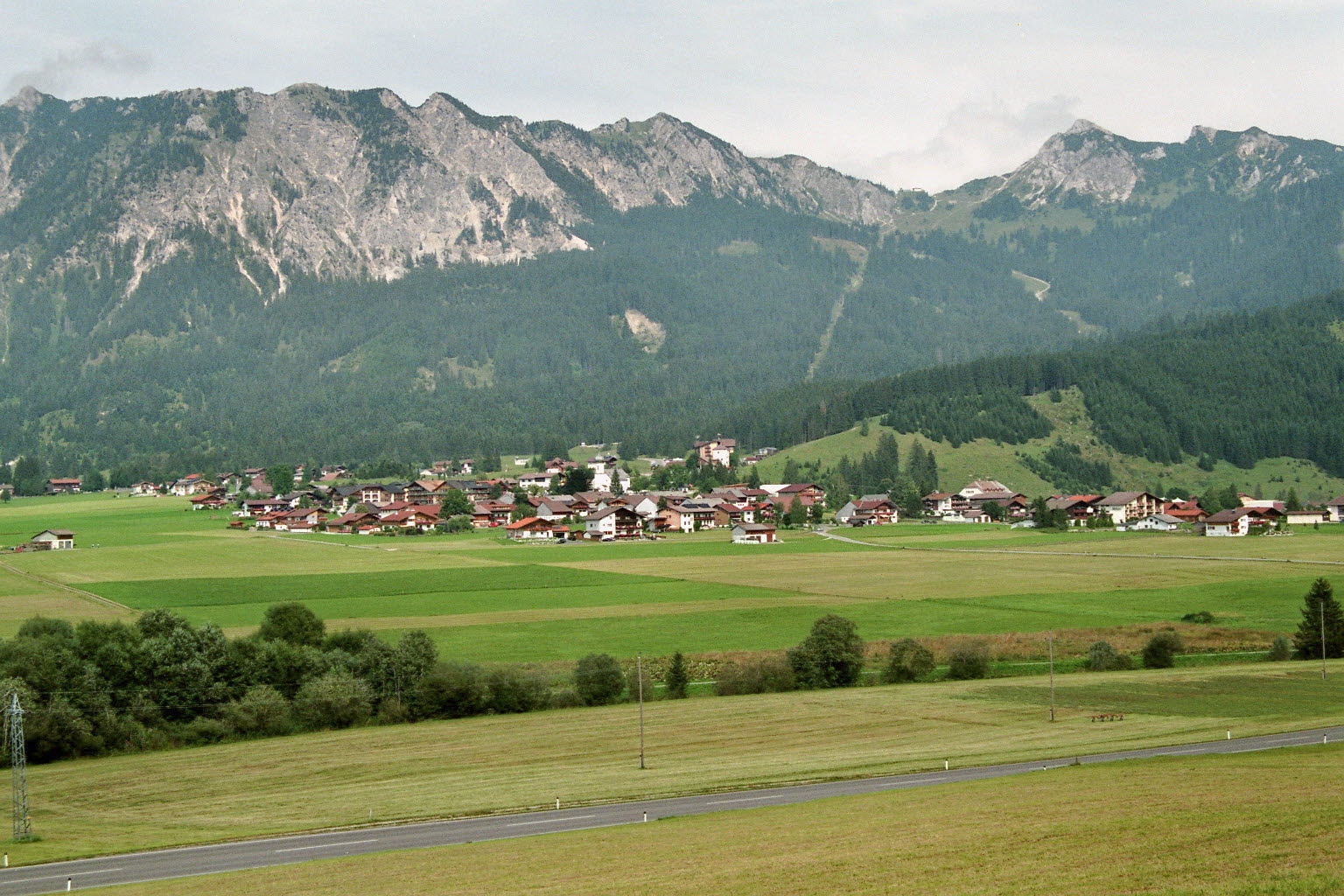
Blik op Grän

Bach · Berwang · Biberwier · Bichlbach · Breitenwang · Ehenbichl · Ehrwald · Elbigenalp · Elmen · Forchach · Grän · Gramais · Häselgehr · Heiterwang · Hinterhornbach · Höfen · Holzgau · Jungholz · Kaisers · Lechaschau · Lermoos · Musau · Namlos · Nesselwängle · Pfafflar · Pflach · Pinswang · Reutte · Schattwald · Stanzach · Steeg · Tannheim · Vils · Vorderhornbach · Wängle · Weißenbach am Lech · Zöblen
- Gemeinsame Normdatei: 1072043750
- Virtual International Authority File: 46145424548286830194